# Bright Enobakhare
Bright Enobakhare (Benin City, 18 maggio 1998) è un calciatore nigeriano, attaccante svincolato.

## Carriera
Calcisticamente cresciuto nel settore giovanile del Wolverhampton, ha esordito in prima squadra il 25 agosto 2015, disputando l'incontro di Football League Cup vinto per 2-1 contro il Barnet e trovando la via del gol dopo soli tre minuti di gioco.

## Statistiche

### Presenze e reti nei club
Statistiche aggiornate al 26 dicembre 2018.
| Stagione              | Squadra               | Campionato            | Campionato | Campionato | Coppe nazionali | Coppe nazionali | Coppe nazionali | Coppe continentali | Coppe continentali | Coppe continentali | Altre coppe | Altre coppe | Altre coppe | Totale | Totale | Totale |
| Stagione              | Squadra               | Comp                  | Pres       | Reti       | Comp            | Pres            | Reti            | Comp               | Pres               | Reti               | Comp        | Pres        | Reti        | Pres   | Reti   |        |
| --------------------- | --------------------- | --------------------- | ---------- | ---------- | --------------- | --------------- | --------------- | ------------------ | ------------------ | ------------------ | ----------- | ----------- | ----------- | ------ | ------ | ------ |
| 2015-2016             | Wolverhampton         | FLC                   | 7          | 0          | FACup+CdL       | 0+2             | 1               |                    | -                  | -                  |             | -           | -           | 9      | 1      |        |
| 2016-2017             | Wolverhampton         | FLC                   | 13         | 0          | FACup+CdL       | 1+0             | 0               |                    | -                  | -                  |             | -           | -           | 14     | 0      |        |
| 2017-2018             | Wolverhampton         | FLC                   | 21         | 1          | FACup+CdL       | 2+3             | 0+1             |                    | -                  | -                  |             | -           | -           | 26     | 2      |        |
| Totale WOolverhampton | Totale WOolverhampton | Totale WOolverhampton | 41         | 1          |                 | 8               | 2               |                    | -                  | -                  |             | -           | -           | 49     | 3      |        |
| 2018-2019             | Kilmarnock            | PL                    | 6          | 0          | CS+CdL+CC       | 0               | 0               |                    | -                  | -                  |             | -           | -           | 6      | 0      |        |
| Totale carriera       | Totale carriera       | Totale carriera       | 47         | 1          |                 | 8               | 2               |                    | -                  | -                  |             | -           | -           | 55     | 3      |        |